# أم جندب الأزدية
أم جندب الأزدية (30 ق هـ - 50 هـ / 592م - 670م): صحابية، من بارق ثم الأزد. حضرت مع النبي حجة الوداع، وروت عن الرسول عدة أحاديث، كما روت عن عائشة زوج النبي، قال ابن سعد:«أمّ جُنْدب الأزديّة، وهي أمّ سُلَيمان بن عمرو بن الأَحْوص. أسلمت وبايعت رسول الله صَلَّى الله عليه وسلم، وروت عنه».
شهدت فتوح الشام مع زوجها، ولما تفشى طاعون عمواس في الشام تحولت مع أسرتها إلى الكوفة. ويحدث عنها: بنوها سليمان وجندب، وعبد الله بن شداد، وعبد الله بن الحارث بن نوفل، وأبي يزيد مولى عبد الله بن الحارث بن نوفل، وعبد الله بن أبي ريان.

## النسب
- هي: أم جندب الأزدية، وهي امرأة من بارق ثم الأزد.[6][7]
- الزوج: عمرو بن الأحوص (40 ق هـ - 20 هـ): صحابي، من الفاتحين الفرسان.[8]حضر مع النبي صلى الله عليه وسلم حجة الوداع، وشهد فتوح الشام، قال ابن المنظور:«شهد هو وزوجه أم سليمان مع النّبيّ ﷺ حجّة الوداع، ورويا حديثاً عنه؛ وشهد عمرو اليرموك».[9]شهد خطبة عمر بن الخطاب في الجابية، ولما تفشَّى الطاعون في الشام، تحول إلى الكوفة. وتوفى ابن الأحوص في خلافة عمر بن الخطاب قبل زمن الرواية، ولم يروي عنه سوى ابنه سليمان.[10]
- ابن: عبد الله بن عمرو بن الأحوص البارقي (3 ق هـ - لا يعلم سنة وفاته): من صغار الصحابة، حضر مع النبي حجة الوداع وهو غلاماً، وكان مريضاً فسقَتْه أمه من ماء مجَّ فيه النبي، فلما سقته تعافى، وفي ذلك قال ابن حجر: «عبد الله بن عَمْرو بن الأَحوص الأزدي، وأمُّه أم جندب، لها ولأبيه صحبة. ولعبد الله هذا رؤية وسقَتْه أمه في حجة الوداع من ماءٍ مجَّ النبيُّ ﷺ فيه». ويرجح أنه بقى في ديار قومه، فلم يخرج للفتوح مع أبيه وأخوته للعله التي كان معتلاً بها، والله أعلم.[11]
- ابنها: سليمان بن عمرو بن الأحوص (نحو 1 ق هـ - 70 هـ) له إدراك، ذكره ابن سعد البغدادي في الطبقة الأولى من أهل الكوفة بعد الصحابة ممن روى عن علي بن أبي طالب وعبد الله بن مسعود، وقال «سليمان بن عمرو بن الأحوص البارقي، من الأزد».[6]وروى سليمان عن أبيه وأمه، وعلي بن أبي طالب، وعبد الله بن مسعود، وأبو موسى الأشعري،[12][13]وأبو برزة الأسلمي.[14]وعنه: شبيب بن غرقدة البارقي، ويزيد بن أبي زياد الهاشمي.[15][16]
- ابنها: جندب بن عمرو بن الأحوص: تابعي، يروي عن أمه أم جندب - به تكنى - حديث يوم النحر. ويحدث عنه: يزيد بن الحارث. وروى أبو نعيم الأصفهاني حديث يوم النحر من طريق حماد بن سلمة، عَنْ حجاج بن أرطاة، عَنْ يَزِيدَ بْنِ الْحَارِثِ، عَنْ جندب، عَنْ أمه، أَنَّهَا سَمِعَتِ النَّبِيَّ صَلَّى اللَّهُ عَلَيْهِ وَسَلَّمَ.[17]
- حفيد: جندب بن سليمان (30 هـ - 90 هـ): تابعي، ثقة،[18] يحدث عن عبد الله بن عباس،[19][20][21] وعنه يروي: شبيب بن غرقدة البارقي.[22][23]

## الوفود علي النبي
وفدت أم جندب مه زوجها عمرو بن الأحوص وابنها عبد الله وجمع من قومه على النبي هو في مكة، وشهدوا معه حجة الوداع في ذي الحجة سنة 10 هـ. وأسلمت أم جندب وبايعت الرسول، وفي ذلك قال ابن سعد:«أمّ جُنْدب الأزديّة، وهي أمّ سُلَيمان بن عمرو بن الأَحْوص. أسلمت وبايعت رسول الله صَلَّى الله عليه وسلم، وروت عنه».وروى أهل السنن الأربعة عن أم جندب رمي الجمرات في يوم النحر، قالوا: «سليمان بن عمرو بن الأحوص عن أمه أم جندب قالت: رأيت رسول الله صلى الله عليه وسلم يرمي الجمرة من بطن الوادي، وهو راكب يكبر مع كل حصاة، ورجل من خلفه يستره، فسألت عن الرجل؟ فقالوا: الفضل بن العباس. وازدحم الناس، فقال النبي صلى الله عليه وسلم: يا أيها الناس لا يقتل بعضكم بعضا، وإذا رميتم الجمرة فارموا بمثل حصى الخذف».
وكان ابنها عبد الله سقيماً، فسقَتْه من ماء مجَّ فيه النبي، فبَرِئَ وعُوفِيَ، وَأخرج أحمد بن حنبل وَالبيهقي في دلائل النبوة من طَرِيق سُلَيْمَان بن عَمْرو الْأَحْوَص عَن أمه أم جُنْدُب قَالَت: «رأيت رسول الله ﷺ يرمي جمرة العقبة...فأتته امرأة خثعمية بابْن لها فقالت: يا رسول الله، إن ابني هذا ذاهب العقل، فادع الله له. قال لها: ائتيني بماء. فأتته بماء في تَورٍ من حجارة، فتفل فيه، وغسل وجهه، ثم دعا فيه، ثم قال: اذهبي، فاغسليه به، واستشفي الله عز وجل. قالت أم جُندب: فقلت لها: هبي لي منه قليلاً لأبني هذا، فأخذت منه قليلاً بأصابعي، فمسحتُ بها شِقَّة ابني، فكان من أبر الناس»، وفي رواية أخرى قالت: «فتبعتها فقلْتُ: هَبِي لي من هذا الماء. فقالت: خُذي منه، فأخذت منه حَفْنةً فسقيتها ابني عبد الله فعاش؛ فكان مِن برئه ما شاء الله أن يكونَ».
وفي سنة 12 هـ وبعد مرور عام ونصف تقريباً، لما استنفر أبو بكر الصديق قبائل العرب لفتوح الشام، قدم عمرو بن الأحوص وزوجته أم جندب في نفير قومهم للفتوح، فلقيت أم جندب بالخثعمية، فسألتها عن ابنها، وفي ذلك تروي أم جندب:«فلقيت المرأة من الحول المقبل، فسألتها عن الغلام؟ فقالت: برأ وعقل عقلا ليس كعقول الناس».

## وفادة أم جندب على عائشة
وفدت أم جندب على أم المؤمنين عائشة من الكوفة إلى المدينة المنورة نحو سنة 48 هـ، وكان معها نساء بارق الكوفيات، فيهم: أم حبيبة البارقية (نحو 10 هـ - 70 هـ)، وابنتها جميلة بنت عباد البارقي (نحو 30 هـ - 110 هـ)،وزينب بنت نصر البارقي (نحو 20 هـ - 100 هـ). وسمع هؤلاء النسوة من عائشة حديث النبي في النهي عن نبيذ الدباء والحنتم والنقير. قال موسى بن إسماعيل عن عبد السلام بن سليمان، قال: حدثنى عبد الله بن أبي الريان، عن أم جندب، عن عائشة قالت: «نهى النبى ﷺ عن الادباء والحنتم والنقير». وروت جميلة بنت عباد وزينب بنت نصر ذات الخبر في مجلس عائشة، وروى النسائي من طريق عون بن صالح البارقي عن زينب بنت نصر وجميلة بنت عباد أنهما سمعتا عائشة قالت:«سمعت رسول الله ﷺ ينهي عن شراب صنع في دباء، أو حنتم، أو مزفت، لا يكون زيتا أو خلا». وحدث عوف بن صالح البارقي عن جميلة بنت عباد أنها سمعت عائشة وذكر الحديث المذكور.
وروى نساء بارق عن عائشة في ذلك المجلس عدت أحاديث أخرى، منها حديث حبية بنت عباد - وهي أخت جميلة - عن أم حبيبة البارقية، قال الفضل بن دكين، حدّثتنا حبيبة بنت عباد البارقية عن أمّها قالت: «رأيت على عائشة درعاً أحمر وخماراً أسود». وقال شبيب بن غرقدة عن زينب بنت نصر البارقي قالت: «دَخَلْتُ عَلَى عَائِشَةَ فِي نِسْوَةٍ مِنْ أَهْلِ الْكُوفَةِ، فَدَخَلَ عَلَيْهَا سَائِلٌ، وَنَحْنُ عِنْدَهَا، وَعِنْدَهَا عِنَبٌ، فَتَنَاوَلَتْ حَبَّاتٍ، فَنَاوَلْتَهَا السَّائِلَ، قَالَتْ: فَضَحِكَ بَعْضُنَا إِلَى بَعْضٍ فَقَالَتْ أَكُوفِّيَاتٌ أَنْتُنَّ؟ فَقُلْنَا: نَعَمْ، فَقَالَتْ: «إِنَّ فِيمَا تَرَيْنَ مَثَاقِيلَ ذَرٍّ كَثِيرٍ».

## روايته للحديث النبوي
- حدثت عن: النبي محمد بن عبد الله ﷺ، وعائشة بنت أبي بكر.
- حدث عنها: سليمان بن عمرو بن الأحوص البارقي، وابنها جندب، وعبد الله بن شداد، عبد الله بن الحارث بن نوفل، وأبي يزيد مولى عبد الله بن الحارث وهو والد يزيد الهاشمي، وعبد الله بن أبي ريان. وتجدر الإشارة أن شبيب بن غرقدة البارقي أدركها ولم يروي عنها، وشبيب مشهور برواية الحديث عن رجال ونساء قومه، كما لم يروي عنها بواسطة ابنها سليمان أو جندب، إنما روى عن سليمان عن أبيه.

### رواية جندب
- حماد بن سلمة، عَنْ حجاج بن أرطاة، عَنْ يَزِيدَ بْنِ الْحَارِثِ، عَنْ جندب، عَنْ أمه، «سمِعَتِ النَّبِيَّ صَلَّى اللَّهُ عَلَيْهِ وَسَلَّمَ، وَهُوَ يَقُولُ: حَيْثُ أَفَاضَ النَّاسُ مِنْ عَرَفَاتٍ: يَا أَيُّهَا النَّاسُ، عَلَيْكُمْ بِالسَّكِينَةِ وَالْوَقَارِ، وَعَلَيْكُمْ بِمِثْلِ حَصَى الْخَذْفِ».[42]

### رواية عبد الله بن شداد
- أحمد بن حنبل حَدَّثَنَا هشيم، أَخْبرَنَا لَيْثٌ، عَنْ عَبدِ اللَّهِ بنِ شَدَّادٍ، عَنْ أُمِّ جُنْدُب الْأَزْدِيَّةِ، أَنَّها سَمِعَتْ النَّبيَّ صَلَّى اللَّهُ عَلَيْهِ وَسَلَّمَ حَيْثُ أَفَاضَ، قَالَ: «يَا أَيُّهَا النَّاسُ، عَلَيْكُمْ بالسَّكِينَةِ وَالْوَقَارِ، وَعَلَيْكُمْ بمِثْلِ حَصَى الْخَذْفِ».[43][44]

### رواية أبي يزيد مولى عبد الله
- أحمد بن حنبل حَدَّثَنَا: يَزِيدُ بْنُ هَارُونَ، قَالَ: حَدَّثَنَا الْحَجَّاجُ بْنُ أَرْطَاةَ، عَنْ أَبِي يَزِيدَ مَوْلَى عَبْدِ اللَّهِ بْنِ الْحَارِثِ، عَنْ أُمِّ جُنْدُبٍ الْأَزْدِيَّة، قَالَتْ: «قَالَ رَسُولُ اللَّهِ صَلَّى اللَّهُ عَلَيْهِ وَسَلَّمَ: " أَيُّهَا النَّاسُ، لَا تَقْتُلُوا أَنْفُسَكُمْ عِنْدَ جَمْرَةِ الْعَقَبَةِ ، وَعَلَيْكُمْ بِمِثْلِ حَصَى الْخَذْفِ».[44]

### رواية عبد الله بن الحارث بن نوفل
- محمد بن سعد البغدادي أخبرنا يزيد بن هارون، أخبرنا الحجّاج، عن يزيد مولى عبد الله بن الحارث، عن عبد الله بن الحارث، عن أمّ جندب الأزديّة قالت: «قَالَ رَسُولُ اللَّهِ صَلَّى اللَّهُ عَلَيْهِ وَسَلَّمَ: " أَيُّهَا النَّاسُ، لَا تَقْتُلُوا أَنْفُسَكُمْ عِنْدَ جَمْرَةِ الْعَقَبَةِ ، وَعَلَيْكُمْ بِمِثْلِ حَصَى الْخَذْفِ».[45]

### رواية عبد الله بن أبي ريان
- البخاري، عن موسى بن إسماعيل، عن عبد السلام بن سليمان، قال: حدثني عبد الله بن أبي الريان، عن أم جندب، عن عائشة قالت: «نهى النبى ﷺ عن الادباء والحنتم والنقير».[37]

### سليمان بن عمرو
- شعبة بن الحجاج،[46] ومعمر بن راشد،[47] وسفيان بن عيينة،[48]وإبراهيم بن طهمان،[49] وَعبد الله بن إدريس،[50]ومندل بن علي،[51] وَمحمد بن الفضيل الضبي، وَعلي بن مسهر،[52] ومفضل بن فضالة،[53] وعبد الرحيم بن سليمان،[54] وسفيان الثوري،[55] ويزيد بن عطاء،[56] الوضاح بن عبد الله اليشكري،[57] عبيدة بن حميد الليثي،[58] وجرير بن عبد الحميد،[59] كلهم عَنْ يزيد بن أبي زياد الهاشمي عن سليمان بن عمرو بن الأحوص عن «أمه أم جندب وَكَانَتْ بَايَعَتْ النَّبِيَّ صَلَّى اللَّهُ عَلَيْهِ وَسَلَّمَ، فَقَالَتْ: سَمِعْتُ رَسُولَ اللَّهِ يَقُولُ وَهُوَ يَرْمِي الْجَمْرَةَ مِنْ بَطْنِ الْوَادِي، وَهُوَ يَقُولُ: " يَا أَيُّهَا النَّاسُ، لَا يَقْتُلْ بَعْضُكُمْ بَعْضًا، وَإِذَا رَمَيْتُمْ الْجَمْرَةَ فَارْمُوهَا بِمِثْلِ حَصَى الْخَذْفِ "».